# Square Bay
Die Square Bay (englisch, spanisch Bahía Cuadrada ‚Quadratbucht‘) ist eine Bucht von quadratischer Form und einem Durchmesser von rund 15 km an der Fallières-Küste des Grahamlands auf der Antarktischen Halbinsel. Sie liegt zwischen dem Nicholl Head im Norden und dem Camp Point im Süden. Ein Großteil der Einfahrt zur Bucht wird durch Horseshoe Island eingenommen, die Zufahrten auf eine schmale südliche Meerenge zur Marguerite Bay und eine noch schmalere Meerenge im Nordwesten zum Bourgeois-Fjord beschränkt.
Kartiert und deskriptiv benannt wurde die Bucht von Teilnehmern der British Graham Land Expedition (1934–1934) unter der Leitung des australischen Polarforschers John Rymill.